# Естествен експеримент
Естественият или още квази експеримент е естествено явление за феномен на наблюдение, който е близък или дублира свойствата на контролирания експеримент. В противоположност на лабораторните експерименти, тези изследвания не се правят от учени, но получените данни, въпреки всичко могат да бъдат използвани, за да се правят заключения за причините. Естествените експерименти са общ инструмент за изследване в полета, където изкуствения експеримент е труден като икономика, космология, епидемиология и социология.